# Tilahun Alemayehu
Tilahun Alemayehu (* 10. Juli 1962 in Addis Abeba) ist ein ehemaliger äthiopischer Radrennfahrer und nationaler Meister im Radsport.

## Sportliche Laufbahn
Alemayehu war im Straßenradsport aktiv und Teilnehmer der Olympischen Sommerspiele 1980 in Moskau. Im Mannschaftszeitfahren kam der Vierer aus Äthiopien mit Haile Micael Kedir, Ayele Mekonnen, Tadesse Mekonnen und Tilahun Alemayehu auf den 23. Rang und belegte damit den letzten Platz im Rennen.
1984 siegte er in der nationalen Meisterschaft im Straßenrennen.